# Begonia alchemilloides
Begonia alchemilloides é uma espécie de Begonia.

## Sinônimos
- Begonia leptophylla Taub.